# Arachnoidinae
De Arachnoidinae zijn een onderfamilie van de Clypeasteridae, een familie van zee-egels (Echinoidea) uit de orde Clypeasteroida.

## Geslachten
- Arachnoides Leske, 1778
- Fellaster Durham, 1955